# 近点・遠点

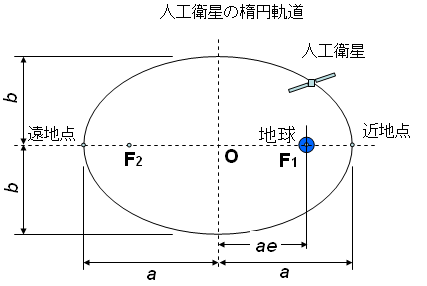
近地点と遠地点の位置関係

近点・遠点（きんてん・えんてん) とは、軌道運動する天体が、中心天体の重力中心に最も近づく位置「近点」と最も遠ざかる位置「遠点」のことである。両者を総称して軌道極点またはアプシス と言う。
特に、中心天体が太陽のときは近日点・遠日点（きんじつてん・えんじつてん）、主星が地球のときは近地点・遠地点（きんちてん・えんちてん）、連星系では近星点・遠星点（きんせいてん・えんせいてん）と言う。地球を周回する人工衛星については英単語のままペリジー・アポジーとも言う。主星が惑星の場合、例えば木星の衛星や木星を周回する探査機の軌道の木星に対する近点・遠点は近木点・遠木点（きんもくてん・えんもくてん）、土星ならば近土点・遠土点（きんどてん・えんどてん）と表現することもある。
中心天体の周りを周回する天体は楕円軌道を取るが、中心天体は楕円の中心ではなく、楕円の長軸上にふたつ存在する焦点のいずれかに位置する。このため周回する天体は中心天体に対して、最も接近する位置と最も遠ざかる位置を持つことになる。遠点・近点および中心天体の重力中心は一直線をなし、この直線は楕円の長軸に一致する。
中心天体の重力中心から近点までの距離を近点距離、遠点までの距離を遠点距離といい、それぞれ軌道要素の1つである。軌道長半径、離心率、近点距離、遠点距離の4つの軌道要素のうち2つを指定すれば、軌道の2次元的な形状が決まる。通常、軌道長半径と離心率が使われるが、放物線軌道・双曲線軌道については通常の意味での軌道長半径を定義できないので、近点距離と離心率が使われる。人工衛星については近地点高度・遠地点高度という言葉もあるが、これらは地球の海面（ジオイド）からの距離である。一方、宇宙船や探査機が他の天体の周りを公転する際には、それぞれの天体の形や質量分布に基づいた参照面を基準にして、高度が定義されることが多い。
他の天体による摂動、一般相対論的効果により、近点は少しずつ移動することがある。これを近点移動という。